# Pascal Morand
Pour les articles homonymes, voir Morand.
Pascal Morand, né le 20 décembre 1955 à Neuilly-sur-Seine, est un économiste français. Il est Président Exécutif de la Fédération de la haute couture et de la mode. Il est également professeur émérite à ESCP Business School, membre de l'Académie des technologies, membre du conseil d'administration du DEFI, de l'Institut français du textile et de l'habillement (IFTH) et de l'Union française des arts du costume (UFAC). 

## Origines et formation
Pascal Morand est le fils d'un ingénieur statisticien, Joseph Morand, et de Françoise Grappin (dite Françoise Beucler). Diplômé d’HEC (1978) et titulaire d’un DEA en sciences des organisations de l’université Paris-Dauphine (1979), il a obtenu un doctorat d’État en sciences économiques à l’université de Rouen en 1988 sur le thème « rationalité limitée et économie de marché », sous la direction de Christian de Boissieu.

## Carrière
Il a été assistant puis professeur d’économie à l’École supérieure de commerce de Rouen de 1978 à 1985[réf. nécessaire] et chargé de travaux dirigés et de cours[réf. nécessaire] à l'université Paris 1 Panthéon-Sorbonne ainsi qu'à Jouy-en-Josas de 1981 à 1987[réf. nécessaire], Directeur général de l'Institut français de la mode de 1987 à 2006[réf. nécessaire], Directeur général de ESCP Europe de 2006 à 2012[réf. nécessaire], Directeur général adjoint de la Chambre de commerce et d'industrie Paris Île-de-France de 2013 à 2015, chargé des études et de la mission consultative.[réf. nécessaire]
Il a également été administrateur puis Directeur général du Centre textile de conjoncture et d’observation économique (CTCOE) de 1992 à 1998 (date de sa fusion avec l'Institut français de la mode), administrateur de l'Union française des arts du costume (UFAC) de 1992 à 2006, administrateur de l'École nationale supérieure de création industrielle (ENSCI-Les Ateliers) de 2006 à 2011, cofondateur de l'Institut pour l'innovation et la compétitivité (i7) en 2009, président du conseil stratégique des Docks-Cité de la mode et du design  de 2012 à 2014, membre de la Commission d’évaluation des formations et diplômes de gestion (CEFDG) de 2009 à 2016. En 2016, il devient Président exécutif de la Fédération de la haute couture et de la mode.[réf. nécessaire]
Ses articles et ouvrages portant notamment sur l’innovation, le design et la mode, ainsi que sur les relations entre économie et culture. Il a en particulier publié deux ouvrages portant respectivement sur l’Union économique et monétaire, interprétée comme une victoire de Luther et du luthéranisme, et sur les relations entre le luxe et les religions,,. 
Il est par ailleurs musicien}, auteur-compositeur-interprète[réf. nécessaire].

## Missions publiques
Cette section ne s'appuie pas, ou pas assez, sur des sources secondaires ou tertiaires indépendantes du sujet. Le texte peut contenir des analyses inexactes ou inédites de sources primaires.
Pour l'améliorer, ajoutez-en, ou placez des modèles {{Source secondaire souhaitée}} ou {{Source secondaire nécessaire}} sur les passages mal sourcés. (août 2022)
Il a conduit entre 2000 et 2010 différentes missions à l’échelle française et européenne, notamment pour le compte de Christian Pierret, ministre de l’Industrie, et Nicole Fontaine, sa successeur, sur la création d'une Cité de la mode et du design à Paris, installée aujourd'hui quai d'Austerlitz, ainsi que sur les conséquences de l’abolition des accords multi-fibres et de l’entrée de la Chine dans l’Organisation mondiale du commerce (OMC) pour l'industrie européenne du Textile et de la Mode. 
Il a par ailleurs dirigé, dans le cadre euroméditerranéen,  la mission de repositionnement stratégique de l’industrie marocaine du textile et de l’habillement (2002-2003) et réalisé des missions complémentaires pour le compte des pouvoirs publics marocains, portant sur la réforme tarifaire ainsi que sur la mise en place d'une école de création, (2003-2005). 
Il a également été chargé de plusieurs missions par Christine Lagarde, ministre de l’Économie, de l’Industrie et de l’Emploi, portant respectivement sur la mondialisation (2006-2007), sur les politiques d’innovation (2007-2008) et sur l'impact des normes comptables sur la crise financière (2008-2009).

## Publications
- L’avenir d’une métaphore, (en collaboration avec Alain Masson), Lectures, 1983.
- Le capitalisme hollywoodien et les mogols in Hollywood 1927-1941, la propagande par les rêves ou le triomphe du modèle américain (ouvrage collectif sous la direction d’Alain Masson), Editions Autrement, Série Mémoires n°9, septembre 1991.
- Les stratégies d’implantation des groupes japonais dans la filière textile européenne, en collaboration avec Thierry Noblot, Institut français de la mode, 1991.
- La transition vers la monnaie unique : les leçons de l’expérience européenne (ouvrage collectif), ESCP & Université Argentine de l’Entreprise, 1996.
- Monnaie et Industrie  in Repères Mode & Textile (ouvrage collectif sous la direction de Bruno Remaury), éditions IFM-[5], 1996.
- La victoire de Luther; essai sur l'Union économique et monétaire, Éditions de la maison des sciences de l'homme/Vivarium, 2001[6].
- Mondialisation et Régionalisation : le cas des industries du textile et de l’habillement (en collaboration avec Michel Fouquin), Document de travail du CEPII Centre d'études prospectives et d'informations internationales, no 2002-08, septembre 2002.
- La moda di Milano vista da Parigi in Moda a Milano, Stile e impresa nella città che cambia (ouvrage collectif sous la direction d’Ampelio Bucci), Abitare Segesta Cataloghi, 2002.
- L’Argentine : du désastre au renouveau in Pour comprendre la crise argentine (ouvrage collectif sous la direction de Denis Rolland et Joëlle Chassin), Editions L’Harmattan, collection Horizons Amérique Latine, 2003.
- Les marchés du luxe après le 11 septembre in Repères Mode 2003 (ouvrage collectif sous la direction de Bruno Remaury), (Editions IFM-Regard Institut français de la mode, 2003)
- Quand la distribution impose ses règles, Sociétal, juillet 2004.
- Luxe, religions, cultures in Le luxe, essai sur la fabrique de l’ostentation (ouvrage collectif sous la direction d’Olivier Assouly), IFM - Editions du Regard, 2004, réédition en 2012.
- La mondialisation et ses langages, Changement Social, n°9 (numéro consacré à La mondialisation et ses effets), L’Harmattan, 2006.
- Mondialisation : changeons de posture, La Documentation Française, 2007.
- Religion et consommation ostentatoire, Sociétal, juillet 2007.
- Pour une nouvelle vision de l’innovation (en collaboration avec Delphine Manceau), La Documentation Française, 2009.
- Normes comptables et crise financière (en collaboration avec Didier Marteau), La Documentation Française, 2010.
- Responsability of Business Schools to train Leaders sensitive to Global Sustainability in Global Sustainability and the Responsabilities of Universities (ouvrage collectif sous la direction de Luc Weber et James Duderstadt), Economica, Glion Colloquium series n.7, 2012.
- Les religions et le luxe : l’éthique de la richesse d’Orient en Occident, Editions IFM - Editions du Regard, 2012[7]
- Le soft power culturel à l'heure de l'immatérialisme, Mode de recherche, no 19, Institut français de la mode, 2013.
- L'économie de la mode (en collaboration avec Dominique Jacomet), Réalités industrielles, Les Annales des Mines, 2013.
- Quelle place pour l’énergie éolienne dans la transition énergétique ? Une analyse des enjeux de la filière industrielle de l’éolien en matière d’innovation, de compétitivité et d’emploi. Institut pour l’innovation et la compétitivité i7/ ESCP Europe, 14 mai 2013 [8]
- A few arguments in favor of a holistic approach to innovation in economics and management (en collaboration avec Delphine Manceau), Journal of Innovation Economics and Management, 2014.
- L'impression 3D: porte d'entrée dans l'industrie du XXIe siècle (en collaboration avec Joël Rosenberg et Dominique Turcq), CCI Paris Ile-de-France/Conseil général de l'armement, 2015.
- Esthétiques du quotidien en Chine (Ouvrage collectif sous la direction de Danielle Elisseeff), Editions IFM - Editions du Regard, 2016.
- Et Dieu dans tout ça? La mode sous influences : de Diane de Poitiers à Instagram, Revue des Deux Mondes, Hors-série (Ouvrage collectif), 2018.

- Technologie et soft power : le cas de l’industrie de la mode et du luxe. Rapport de l'Académie des Technologies, Juillet 2018[9].
- Le Moment viennois : Chroniques de la modernité à l’époque de la Sécession viennoise, Éditions Eyrolles, Avril 2021[10].

## Distinctions
- Chevalier de la Légion d'honneur
- Chevalier de l'ordre national du Mérite
- Chevalier de l'ordre des Arts et des Lettres
- Commandeur du Ouissam alaouite
- Prix Montgolfier de la Société d'encouragement pour l'industrie nationale